# 戲言系列
《戲言系列》是日本梅菲斯特雜誌上連載的輕小說系列作，作者是西尾維新，插畫家則是竹。標榜為「全新青春娛樂小說」（新青春エンタ）。
書中劇情描述男主角「我」（ぼく）的週遭發生的種種事件，此系列以男主角獨特的語調及性格鮮明獨特的角色搏得廣大的人氣，曾獲得寶島社「這本輕小說真厲害！」2005年票選第二名、2006年第一名、2007年第三名。中文版由尖端出版社出版。
作品中登場的殺人鬼集團另外在以「零崎一賊」為中心的外傳：「人間系列（零崎一賊系列）」於講談社發行的梅菲斯特雜誌中連載並出版成冊，中文版同樣由尖端出版社出版。
於2016年5月6日宣布動畫化，由SHAFT製作，會以OVA的形式將第一本內容分成8卷，第1卷定於2016年10月26日發售。

## 小說列表

### 戲言系列
連載中。已出版10冊。插畫為竹。
| 集數   | 日文標題 | 中文標題                                                 | 講談社         | 講談社                 | 講談社                 | 尖端出版                                                  | 力潮文创               |
| 集數   | 日文標題 | 中文標題                                                 | 制式           | 初版日期               | ISBN                   | ISBN                                                      | ISBN                   |
| ------ | -------- | -------------------------------------------------------- | -------------- | ---------------------- | ---------------------- | --------------------------------------------------------- | ---------------------- |
| 第1集  |          | 斬首循環 藍色學者與戲言玩家                              | 小說           | 2002年2月5日           | ISBN 978-406-182-233-7 | ISBN 978-957-103-173-6                                    | ISBN 978-7-5699-3086-3 |
| 第1集  | 文庫     | 斬首循環 藍色學者與戲言玩家                              | 2008年4月15日  | ISBN 978-4-06-275430-9 |                        | ISBN 978-957-103-173-6                                    | ISBN 978-7-5699-3086-3 |
| 第2集  |          | 絞首浪漫派 人間失格・零崎人識                            | 小說           | 2002年5月8日           | ISBN 978-406-182-250-4 | ISBN 978-957-103-368-6                                    | ISBN 978-7-5043-9013-4 |
| 第2集  | 文庫     | 絞首浪漫派 人間失格・零崎人識                            | 2008年6月13日  | ISBN 978-4-06-276077-5 |                        | ISBN 978-957-103-368-6                                    | ISBN 978-7-5043-9013-4 |
| 第3集  |          | 懸樑高校 戲言玩家的弟子                                  | 小說           | 2002年8月5日           | ISBN 978-406-182-267-2 | ISBN 978-957-103-425-6                                    | ISBN 978-7-5043-9011-0 |
| 第3集  | 文庫     | 懸樑高校 戲言玩家的弟子                                  | 2008年8月12日  | ISBN 978-4-06-276133-8 |                        | ISBN 978-957-103-425-6                                    | ISBN 978-7-5043-9011-0 |
| 第4集  |          | 絕妙邏輯（上） 兔吊木垓輔之戲言殺手/兔吊木垓辅之戏言克星 | 小說           | 2002年11月5日          | ISBN 978-406-182-283-2 | ISBN 978-957-103-467-6                                    | ISBN 978-7-5043-9051-6 |
| 第4集  | 文庫     | 絕妙邏輯（上） 兔吊木垓輔之戲言殺手/兔吊木垓辅之戏言克星 | 2008年10月15日 | ISBN 978-4-06-276179-6 |                        | ISBN 978-957-103-467-6                                    | ISBN 978-7-5043-9051-6 |
| 第5集  |          | 絕妙邏輯（下） 石丸小唄之裝神弄鬼/临刑诳语之石丸小呗     | 小說           | 2002年11月5日          | ISBN 978-406-182-284-9 | ISBN 978-957-103-573-4                                    | ISBN 978-7-5043-9091-2 |
| 第5集  | 文庫     | 絕妙邏輯（下） 石丸小唄之裝神弄鬼/临刑诳语之石丸小呗     | 2008年10月15日 | ISBN 978-4-06-276212-0 |                        | ISBN 978-957-103-573-4                                    | ISBN 978-7-5043-9091-2 |
| 第6集  |          | 食人魔法 匂宮兄妹之殺戮奇術/饕餮魔法 匂宫兄妹之魇寐奇术  | 小說           | 2003年7月5日           | ISBN 978-406-182-323-5 | （上）ISBN 978-957-103-688-5 （下）ISBN 978-957-103-747-9 | ISBN 978-7-5125-1684-7 |
| 第6集  | 文庫     | 食人魔法 匂宮兄妹之殺戮奇術/饕餮魔法 匂宫兄妹之魇寐奇术  | 2008年12月12日 | ISBN 978-4-06-276226-7 |                        | （上）ISBN 978-957-103-688-5 （下）ISBN 978-957-103-747-9 | ISBN 978-7-5125-1684-7 |
| 第7集  |          | 完全過激（上） 十三階梯                                  | 小說           | 2005年2月5日           | ISBN 978-406-182-393-8 | ISBN 978-957-10-3944-2                                    | ISBN 978-7-5125-1717-2 |
| 第7集  | 文庫     | 完全過激（上） 十三階梯                                  | 2009年2月15日  | ISBN 978-4-06-276283-0 |                        | ISBN 978-957-10-3944-2                                    | ISBN 978-7-5125-1717-2 |
| 第8集  |          | 完全過激（中） 紅色制裁vs.橙色種子 赤色征裁vs.苦橙之种   | 小說           | 2005年6月5日           | ISBN 978-406-182-399-0 | ISBN 978-957-10-3957-2                                    | ISBN 978-7-5125-1718-9 |
| 第8集  | 文庫     | 完全過激（中） 紅色制裁vs.橙色種子 赤色征裁vs.苦橙之种   | 2009年4月15日  | ISBN 978-4-06-276337-0 |                        | ISBN 978-957-10-3957-2                                    | ISBN 978-7-5125-1718-9 |
| 第9集  |          | 完全過激（下） 藍色學者與戲言玩家 青色学者与戏言跟班     | 小說           | 2005年11月7日          | ISBN 978-406-182-399-0 | ISBN 978-957-10-3980-0                                    | ISBN 978-7-5125-1719-6 |
| 第9集  | 文庫     | 完全過激（下） 藍色學者與戲言玩家 青色学者与戏言跟班     | 2009年6月12日  | ISBN 978-4-06-276389-9 |                        | ISBN 978-957-10-3980-0                                    | ISBN 978-7-5125-1719-6 |
| 第10集 |          | 誘拐玩笑 藍色學者與戲言玩家之女                          | 小說           | 2023年2月5日           | ISBN 978-4-06-530234-7 |                                                           |                        |
| 第10集 | 未定     | 誘拐玩笑 藍色學者與戲言玩家之女                          |                |                        |                        |                                                           |                        |

| 卷數  | 日文標題 | 中文標題                            | 日本           | 日本                   | 日本                   | 中華民國               |
| 卷數  | 日文標題 | 中文標題                            | 制式           | 初版日期               | ISBN                   | ISBN                   |
| ----- | -------- | ----------------------------------- | -------------- | ---------------------- | ---------------------- | ---------------------- |
| 第1卷 |          | 零崎雙識的人間測驗                  | 小說           | 2004年2月6日           | ISBN 978-4-06-182359-4 | ISBN 978-957-10-3991-6 |
| 第1卷 | 文庫     | 零崎雙識的人間測驗                  | 2011年12月15日 | ISBN 978-4-06-277121-4 |                        | ISBN 978-957-10-3991-6 |
| 第2卷 |          | 零崎軋識的人間敲打                  | 小說           | 2006年11月7日          | ISBN 978-4-06-182509-3 | ISBN 978-957-10-4020-2 |
| 第2卷 | 文庫     | 零崎軋識的人間敲打                  | 2012年5月15日  | ISBN 978-4-06-277206-8 |                        | ISBN 978-957-10-4020-2 |
| 第3卷 |          | 零崎曲識的人間人間                  | 小說           | 2008年3月6日           | ISBN 978-4-06-182582-6 | ISBN 978-957-10-4165-0 |
| 第3卷 | 文庫     | 零崎曲識的人間人間                  | 2012年11月15日 | ISBN 978-4-06-277372-0 |                        | ISBN 978-957-10-4165-0 |
| 第4卷 |          | 零崎人識的人間関係 與匂宮出夢的関係 | 小說           | 2010年3月25日          | ISBN 978-4-06-182582-6 | ISBN 978-957-10-6006-4 |
| 第4卷 | 文庫     | 零崎人識的人間関係 與匂宮出夢的関係 | 2014年10月15日 | ISBN 978-4-06-277930-2 |                        | ISBN 978-957-10-6006-4 |
| 第5卷 |          | 零崎人識的人間関係 與無桐伊織的関係 | 小說           | 2010年3月25日          | ISBN 978-4-06-182680-9 | ISBN 978-957-10-6004-0 |
| 第5卷 | 文庫     | 零崎人識的人間関係 與無桐伊織的関係 | 2014年10月15日 | ISBN 978-4-06-277937-1 |                        | ISBN 978-957-10-6004-0 |
| 第6卷 |          | 零崎人識的人間関係 與零崎双識的関係 | 小說           | 2010年3月25日          | ISBN 978-4-06-182681-6 | ISBN 978-957-10-6005-7 |
| 第6卷 | 文庫     | 零崎人識的人間関係 與零崎双識的関係 | 2014年10月15日 | ISBN 978-4-06-277934-0 |                        | ISBN 978-957-10-6005-7 |
| 第7卷 |          | 零崎人識的人間関係 與戯言玩家的関係 | 小說           | 2010年3月25日          | ISBN 978-4-06-182682-3 | ISBN 978-957-10-6007-1 |
| 第7卷 | 文庫     | 零崎人識的人間関係 與戯言玩家的関係 | 2014年10月15日 | ISBN 978-4-06-277938-8 |                        | ISBN 978-957-10-6007-1 |

### 最強系列
戲言系列的關連作品，以哀川潤為主角。插畫為竹。
| 卷數 | 標題 | 初版日期       | ISBN                   |
| ---- | ---- | -------------- | ---------------------- |
| 1    |      | 2015年4月23日  | ISBN 978-4-06-299040-0 |
| 2    |      | 2016年5月7日   | ISBN 978-4-06-299074-5 |
| 3    |      | 2017年4月19日  | ISBN 978-4-06-299093-6 |
| 4    |      | 2020年5月11日  | ISBN 978-4-06-299093-6 |
| 5    |      | 2020年11月11日 | ISBN 978-4-06-521559-3 |

### 關聯書籍
西尾維新クロニクル　ISBN 978-479-665-092-2
因戲言系列完結記念而發行的FANBOOK。寶島社發行。
ザレゴトディクショナル  ISBN 9784061824898 2006年6月6日
戲言角色大圖鑑，內容約十五萬字的「戲言系列」専門辭典；附錄有戲言系列插畫家竹畫的四格漫畫。

## 世界觀

### 四個世界
由作者按本作前四篇原有的設定延伸而成，於《食人魔法》補充完整的世界架構。根據玖渚友的含糊説明與石凪萌太的對照解釋，作品内的世界大致分為四部份。
- 表面的世界（競爭與和平的世界）：一般的日常之世界，視普通為一切的基礎，其中ER3系統為最極端的存在。
- 財閥的世界（財團與金融的世界）：和表面世界最為相近的世界，以四神一鏡（赤神、謂神、氏神、繪鏡，檻神）為核心。
- 政治的世界（權力與管制的世界）：玖渚集團旗下的壱外、弐栞、参榊、肆屍、伍砦、陸枷、捌限為首的世界。
- 暴力的世界（戰鬥與殺戮的世界）：由異形、異端、異能支配的混亂，而秩序中的無秩序世界，以殺之名與咒之名為中心。

### 「集團」(Team)
玖渚友在「我」離開後，為了填補身邊的空缺，而找來八個電腦工程領域的天才，加上玖渚友自己共計九人組成的團體，其他成員包含「害惡細菌（Green Green Green）」兔吊木垓輔、「雙重世界（Double Flick）」日中涼、「罪惡夜行（Reverse Cruise）」梧轟正誤、「永久立體（Cubic Loop）」棟冬六月、「狂喜亂舞（Dancing With Madness）」撫桐伯樂、「凶獸（Chita）」綾南豹、「街（Bad Kind）」式岸軋騎、「屍（rigger Happy End）」滋賀井統乃，彼此約定絕不洩漏夥伴的資訊。「集團」是玖渚友的習慣稱呼，團體本身並沒有固定的稱呼或正式的名稱，但在業界裡若提到不特定多數的代名詞，那基本上就是在指「集團」。若要描述「集團」做過的事情，一言以蔽之就是「什麼都做過了」，進行過大量宛如快樂犯的行為，從單純的駭客、破壞，到擔任企業的顧問等，當時幾乎所有的大企業都身處「集團」的支配之下。「集團」一切行為都是「死線之藍」的希望，其他成員只是單純的遵從。令當時尚未成熟的日本電腦網路領域被迫升級，相關技術在短時間內大幅成長，宏觀來說他們帶來的利益是損害的十倍以上。

### ER3系統
又名「大統合全一學研究所」，本部在德克薩斯州的休士頓，集合了全世界的優秀頭腦進行各種研究。什麼都研究，研究範圍從經濟學到歷史學、政治學、文化學、物理學、高級數學、生物化學、電子科學、機械工學，甚至是超心理學等等，世人稱該中心為「學術盡頭」。基本規則只有四點：沒有自尊、沒有節操、沒有留戀、絕不示弱。

### 玖渚機關
在全世界擁有極大的影響力，旗下企業超過21200家。整個機關分為「壱外（いちがい）」、「弐栞（にしおり）」、「参榊（さんざか）」、「肆屍（しかばね）」、「伍砦（ごとりで）」、「陸枷（ろくかせ）」、跳過漆的姓氏、「捌限（はちきり）」最後是統帥他們的「玖渚（くなぎさ）」。

### 鹿鳴館大学
「我」去的私立大學，位於京都市北區的衣笠地方。

### 澄百合学園
表面上是普通的大小姐學校，但實際上是四神一鏡專屬的傭兵養成所，學生們都稱呼學校為「懸樑高校」。在紫木一姬逃出學園的單元中最後名存實亡。

### 十三階梯
西東天被因果放逐之後，為了對故事造成影響而成立的集團，有如西東天的手腳。原本預定由七個殺之名與六個咒之名組成的集團，不過因西東天的嗜好與出爾反爾，只加入兩個咒之名與兩個殺之名而已。簡單的形容十三階梯的話，就是個怪人集團。
不知道是不是巧合，所有的女性成員除了想影真心之外都有戴眼鏡（包括理澄和出夢，雖然出夢比較常戴在額頭上）

### 殺之名
暴力世界的居民，一共七名，成員全都與戰鬥、殺戮為伍，也因此成員的平均壽命並不高，為男性三十一歲、女性三十四歲，但因為還有許多因曝屍荒野等因素無法發現的死者，實際上這個數字還要再下修。排名按順序是「匂宮（におうのみや）」、「闇口（やみぐち）」、「零崎（ぜろざき）」、「薄野（すすきの）」、「墓森（はかもり）」、「天吹（てんぶき）」、「石凪（いしなぎ）」。除了零崎一賊以外，其他家族皆與咒之名各有一個對立家族。

#### 匂宮雜技團
「殺之名」中排行第一，為了委託而殺人。
只要受人委託就殺人的「殺手」。因其行事手法極為特殊，而有「殺戮奇術集團‧匂宮雜技團」的稱呼。底下有早蕨、澪標、總角等五十三個分家，本家與分家的姓氏皆以源氏物語的章節命名。與「時宮」為對立的存在。不論本家分家，在執行任務時都是以兄弟姊妹的組合進行。

#### 闇口眾
「殺之名」中排行第二，為了主人而殺人。
「闇口」的成員能為自己認定的主人做出任何行為，堪稱異常的忠誠心。基於主從契約，執行事務性的殺人行為的「暗殺者」，為了「主人」也可以做其他任何事，崩子評價闇口為「奴隸」。據點在大厄島。與罪口為對立的存在。

#### 零崎一賊
「殺之名」中排行第三，為了家族而殺人。（日文中一賊與一族同音）
無差別的「殺人鬼」。人數僅25人左右，並非先天，而是後天性的殺人鬼集團。一賊內的成員雖皆無血緣關係但視為一個家族，並非以血緣，而是以流血聯繫在一起，在殺之名中難得的團結。雖然人數最少，但卻是最兇殘、最令人避諱的存在。只要招惹了零崎，那么就会被零崎一贼全天二十四小时无休止追杀，直至杀死。后西东天利用了这个特性，使得零崎一贼遭到想影真心全灭，幸存者仅有零崎人识，零崎舞織以及體內的零崎被杀死的式岸轧骑。零崎為人恐懼的是那無法理解的家族羈絆、為了「家人」能做出任何捨身行為的特點，因此一賊成員幾乎全滅的現在，零崎一賊已不會再被畏懼。

#### 薄野武隊
「殺之名」中排行第四。為正義殺人，「善後者」。與奇野為對立的存在。

#### 墓森司令塔
「殺之名」中排行第五。為大家殺人。「虐殺師」。與拭森為對立的存在。

#### 天吹正規廳
「殺之名」中排行第六。為清潔殺人。「掃除者」。與死吹為對立的存在。

#### 石凪調査室
「殺之名」中排行第七。專殺不該活著的人。「死神」。與咎凪為對立的存在。

### 咒之名
排名依序是「時宮（ときのみや）」、「罪口（つみぐち）」、「奇野（きの）」、「拭森（ぬくもり）」、「死吹（しぶき）」、「咎凪（とがなぎ）」。與殺之名不同，是拒絕戰鬥的不戰鬥集團，因此平均壽命比殺之名長很多。每一個都與殺之名相對應。

#### 時宮病院
「咒之名」中排行第一。 司掌『恐怖』的操想術専門集團。
利用『催眠』『洗腦』操控人的『意識』。具體來說是以幻覚使敵人自滅為目標，創造出為了殺害的「操想術」和『操縱人偶』。
與匂宮為對立的存在。匂宮出夢曰「一旦發現時宮集團，務必全數剷除」。

#### 罪口商會
「咒之名」中排行第二。「武器職人」，與闇口為對立的存在。

#### 奇野師團
「咒之名」中排行第三。「病毒使者」，將所有毒藥儲存於體內，包含已知和未知。與薄野為對立的存在。

#### 拭森動物園
「咒之名」中排行第四。「飼育員」，擅長腦內干涉，與墓森為對立的存在。

#### 死吹製作所
「咒之名」中排行第五。「死配人」，與天吹為對立的存在。

#### 咎凪黨
「咒之名」中排行第六。「預言者」，與石凪為對立的存在。

## 登場人物

### 本篇主角
我（聲：梶裕貴）
「戲言玩家」、「詐欺師」、「不良製品」、《人類最弱》。戲言系列的主角兼旁白。一生中只對一個人說過自己的全名而為此感到驕傲，曾有三個人用本名稱呼「我」，但據「我」所說，三人也因叫過「我」的本名，沒有一個還活著。（飛機撞死、半死不活、死而復生）。(另外在懸梁高校中「軍師」根據「我」給的提示推測出「我」的真名 ，她隨後就被紫木一姬肢解。)外號有『小伊』、『小哥』、『師父』、『伊君』、『伊字訣』、『伊兄』、『伊之助』、『伊伊』、『伊奇』。本名直到最後都沒有公布。出生神戶，三月出生，十九歲，血型為AB型Rh陰性。有網友推測其表名為「井伊友野」里名為「壱外人物」不過尚未得到證實。
上了兩年中學後，隻身赴美參加ER3系統五年，在想影真心死後中途退出。現居骨董公寓二樓，京都鹿鳴館大學（虛構）的大一生。對日本地理不熟悉，女僕控，很適合扮女裝，自尊極低，對視線敏感，曖昧主義者，有呆毛，左右開弓。記憶力毀滅性的差，雖然不會忘記絕對不能忘的事，但卻會忘掉不太可能會忘的事情，曾經在吃飯時忘記自己是左撇子還是右撇子而當場愣住。
缺陷太多而跟誰都不像，卻又跟誰都像，因此會無自覺的讓人意識到自身缺點與醜陋之處，進而引發各種事件或讓事件嚴重化，這種災難型能力被荻原子荻稱為「無秩序最惡磁場」〈無為式〉，被零崎人識稱為「缺陷製品）」。
ER3時代，身為指導老師三好心視底下唯一一個沒有退學的學生，被取了「切腹被虐狂」的綽號。三好心視離開ER3時，為了慶祝而灌完一整瓶伏特加，並因此酒精中毒送醫，從此以後滴酒不沾。有鍛練過，體能比一般人好一點，但面對真正的戰士時基本沒有抵抗能力。與零崎人識第一次相遇時能打成平手只因對彼此太過熟悉。在故事最後成為了跟哀川潤一樣的「承包人」。之後對於他與玖渚的孩子，寄信給哀川潤表示要依據尊敬的她的名字命名。
玖渚友（くなぎさ とも，聲：悠木碧）
擁有「藍色學者」、「死線之藍」、《行走的逆麟》等稱呼，知道「我」本名的三人之一。出生不明，疑為禁忌，據其自稱為劣性基因持有者，疑似近親相姦下產物。藍髮藍眼，因為被「我」破壞而停止成長，肉體年齡停留在13歲。第一人稱為「人家（僕様ちゃん）」。
在「我」離開後找了八個人組成「集團」，於網路世界進行各種姿意妄為的行動。在電腦領域擁有壓倒性的才能，能同時操作128台電腦，撰寫的程式或以技師身分製作的硬體(比如主機板與CPU)完全沒有一絲一毫的浪費，就「毫無浪費」這點來說遙遙領先「集團」的其他成員。
才能過於集中，導致其他方面的能力趨近於零，並患有好幾種精神疾病，其中之一是無法獨自進行極端的上下移動（比如說上下樓梯），但自己相當熟悉的地方除外。病歷比一般人的厚三百倍，甚至令玖渚直忍不住說出「為什麼我妹妹還活著」。
其實她的「個性」和「缺陷」等都是自己附加上的枷鎖，理由是一出生隨即認為「自己不是應該出現在這個世界的角色」。身為本不應該出現在「故事」之中，被誤植的存在，也因此具有「閱讀故事」能力的姬菜真姬無法讀取玖渚友的內心。
因為「我」開始改變，於是本來被停止的肉體再次開始成長，但卻反而因此造成身體負荷不了而性命垂危，最後為了活下來，放棄了自己的一切才能，頭髮變為黑色並幾乎失去視力。在「人類最強的初戀」中確認與「我」生下一名女兒，並以兩人尊敬的哀川潤的名字(じゅん)來替孩子命名。
哀川潤（あいかわ じゅん，聲：甲斐田裕子）
《人類最強》。擁有「人類最強的承包人」、「紅色制裁」、「死色真紅」、「沙漠之鷹」、「一騎當千」等多樣的稱呼。近距離被散彈槍擊中腹部仍能存活、在槍林彈雨中悠然漫步、從失火的四十層大樓跳下後毫髮無傷等等，本身環繞著無數的傳說與事蹟。甚至能移動的比別人移動手指的速度還快，並藉此破解紫木一姬的曲弦線。
不只能模仿別人的聲音，連「聲紋」都可以模仿，甚至能騙過玖渚友所撰寫的保全系統。雖然其強大毋庸置疑，但因為作為人類最強承包人的名氣太大，再加上本身討厭偷偷摸摸的個性，很容易打草驚蛇讓目標逃走，因此做為承包人的任務成功率在業界中並不高。西東天的親生女兒，原本因為因果絕緣的關係無法與父親相逢，後來藉由「我」再次建立緣分。據西東天本人所說，哀川潤是他與兩個姊姊（西東准、西東順）其中一人所生，但連他自己都不知道到底是哪一個。

### 「斬首循環」
園山赤音（そのやま あかね，聲：嶋村侑）
ER3系統的七愚人之一，30歲，擅長的是英文與數學，不太會用成語。應邀來到鴉濡羽島作客，但與佳奈美相處得很差，因此對方死後被當作最大嫌疑人關入倉庫。卻在鴉濡羽島的第五天清晨發現被斬首而死。卷末被接露事前在美國與佳奈美約定互換身分，並為了不被發現而表面上裝做彼此交惡，實際在第三天半夜便被殺死，而無頭屍體在深夜與佳奈美的巧妙安排下被利用來逃出倉庫。
伊吹佳奈美（いぶき かなみ，聲：川澄綾子）
天才畫家，因腿部無法站立而坐著輪椅，由看護逆木深夜照顧起居，對完美極度堅持，會果斷將評價不理想的作品銷毀。於鴉濡羽島的第三天半夜遭斬首而死，頭顱不知所蹤。後被識破在前往鴉濡羽島之前與赤音約好互換身分，並藉此殺害並偽裝成對方。其後再度出現襲擊「我」，但在目睹他為保護小友而求情後決定罷手，事後伊莉亞並未將她送交警察，而她也繼續以赤音的身分退出ER3系統，隱居生活。
卷末被潤接露原本就是擅長取代他人身分的高手，並於過去殺害真正的佳奈美變成了她。「我」得知此真相後皆以「誰也不是的她」作為私下稱呼。「完全過激」時再度出現，打算趁哀川潤失蹤之際取代她的身分，但並未成功。
逆木深夜（さかき しんや，聲：滨田贤二）
伊吹加奈美的看護，也是教導她繪畫的人，但技巧被超越後便不再作畫。實際上與「誰也不是的她」為長年的共犯，在鴉濡羽島的事件中兩次與她配合製造密室案件。認為「我」對小友的感情與自己對「她」類似。
佐代野彌生（さしろの やよい，聲：池泽春菜）
天才廚師。嗅覺和味覺非常靈敏，只靠舔汗水就可以分辨人的血型。廚藝好到讓「我」在離開鴉濡羽島後整整一個月食之無味，據說能將所有的料理都做得比別人好吃。被哀川潤稱為「廚藝馬馬虎虎的廚師」。
姫菜真姫（ひめな まき，聲：远藤绫）
天才占卜師，29歲，會預知能力和讀心術。其超能力似乎是「閱讀」西東天所說的「故事」的能力，因此不適用於不屬於「故事」的玖渚。故事中早就憑能力得知真相，但只顧著喝酒故意不說出來，並不斷嘲弄忙著找出真相的「我」。卷末預知自己將在兩年後被殘忍殺害，並委託「我」找出兇手，然而僅六個月後便被西東天委託闇口濡衣殺害。原因是西東天不想讓自己以外的人先看到「故事」的結局。
赤神伊莉亞（あかがみ イリア，聲：伊瀨茉莉也）
大小姐，為了想看看被稱為「天才」的人們什麼時候才會發現，與玲交換身分。似乎患有殺傷症候群(D.L.L.R.症候群)，曾殺死自己的雙胞胎妹妹。被雙識懷疑是零崎，但最終沒有成功確認。聲稱殺死自己妹妹的原因是因為「她太過無能」，因此在子荻的建議下開始將有才能的人聚集在身邊，也就是在鴉濡羽島舉行的「沙龍」。
班田玲（はんだ れい，聲：桑島法子）
女僕領班，跟伊莉亞交換身分。
千賀彩（ちが あかり，聲：桑谷夏子）
女僕，三胞胎之一，長女。
千賀光（ちが ひかり，聲：新谷良子）
女僕，三胞胎之一，次女。「我」少數喜歡的類型。
千賀明子（ちが てる子，聲：後藤邑子）
女僕，三胞胎之一，三女。為和彩和光做區分而帶著眼鏡。戰鬥擔當。曾跟零崎軋識戰鬥並取得勝利。

### 「絞首浪漫派」
浅野美衣子（あさの みいこ）
「我」的鄰居。22歲。職業為劍客。愛車是飛雅特500，喜歡甜食跟酒。興趣是蒐集古董，執著度已經到達病態的程度。在附近教兒童劍道。「我」對其頗有好感，曾告白後被拒絕。
鈴無音音（すずなし ねおん）
破戒僧。美衣子小姐的朋友，25歲，身高189公分以上(16歲以後就沒有量過)，喜歡說教，人稱暴力音音或癱瘓音音。獨居在比叡山延曆寺，同時也在那邊打工。喜歡美少女，認為人類可以分為美少女、本姑娘、其他。稱呼「我」為「伊字訣」，叫玖渚友「藍藍」。
葵井巫女子（あおいい みここ）
《絞首浪漫派》的女主角。參雜一點紅色的及肩短髮，五官顯得很稚氣，個性相當的具有爆發性。口頭禪是「就好像ooooo，但是xxxxx」的長篇比喻。對「我」有好感，因殺人而被「我」討厭，最终自殺。死後將自己的偉士牌留給「我」。
江本智惠（えもと ともえ）
巫女子的友人。被「我」的缺陷所吸引，於是與「我」搭話，令巫女子埋下殺機。非常會辨識人與人之間的距離，決不會碰觸他人的重要之處，也不讓人碰觸自己的重要之處。與「我」很相似，曾問過「我」「你有沒有感覺過自己是不良製品？」在京都連續殺人事件中遭遇零崎人識，因為近似「我」而没有被零崎人识杀害。其后被葵井巫女子杀死。
貴宮無伊實（あてみや むいみ）
巫女子的友人。留著長長的細卷褐發，個性與打扮都相當男性化，不良少女，但是人還不錯。會抽菸，但是只要有不抽菸的人在場就絕對不抽。喜欢巫女子，因为巫女子的死而想要杀死「我」，最终失败。
宇佐美秋春（うさみ あきはる）
巫女子的友人。因為暗戀智惠而加入這個團體。在巫女子死後似乎已看穿真相，告訴「我」下一個是自己會死，最後也的確被無伊實殺死。
佐佐沙咲（ささ ささき，聲：佐藤利奈）
搜查一課的刑警，黑色長髮，頭腦清晰，其工作是对嫌疑人进行「提问」，哀川润的好友。
斑鳩 數一（いかるが かずひと）
搜查一課的刑警，黑色油頭，其工作是配合佐佐沙咲，在其身后「审视」嫌疑人，判断其是否说谎。

### 「懸梁高校」
紫木一姫（ゆかりき いちひめ）
「戲言玩家的弟子」、「危險信號（Signal Yellow）」，市井遊馬的弟子，同樣使樣曲弦線。私立澄百合學園二年級生。大腦的前額葉在過去與哀川潤結識的事件中受過創傷，因此具有語言障礙。身材非常嬌小，但是手指相當細長，這兩個特徵都非常適合使用曲弦線。具有某種程度的讀心術和聲音模仿技術。
為了毀滅澄百合學園，殺害檻神能亞與三十七名教職員，後來又為了滅口而殺掉西條玉藻與萩原子荻，在企圖殺死「我」時被哀川潤阻止，最後計畫以失敗告終。離開澄百合學園後住進「我」所住的骨董公寓，監護人為哀川潤，每個月會寄生活費過來，而現在上的高中的學費則由「我」來支付。
與「我」一同前往參與木賀峰約的打工時，發現匂宫出夢的存在，為了保護「我」而向出夢提出決鬥，雖然成功殺死匂宫理澄，但最終被出梦折断头颅而死。曾與零崎曲識交手過。
萩原子荻（はぎはら しおぎ）
私立澄百合學園的代表人物。学園通稱為「軍師」。檻神能亞的女兒。四神一鏡的王牌，演算能力是西東天的五倍以上，沒有勝負的概念，對她來說「勝利」或「敗北」都只不過是為了下一步棋做的準備。因為發現自己的母親死亡而陷入混亂，因而被紫木一姬肢解而死。
西條玉藻（さいじょう たまも）
「黑暗突襲」，被紫木一姬斩首。前身疑似为赤神家的女儿。西条玉藻為子荻所命名，曾與零崎人識、零崎軋識交手過，被國中時的人識看作可以好好較量的對手，曾從學園溜出去到人識就讀的國中找他。
市井遊馬（しせい ゆま）
私立澄百合學園的前任教師。女性。哀川潤的好友。使用「曲弦線」，被稱為「病蜘蛛（Zig Zag）」。以獨創的手法讓曲弦線的技術更加進化，因為欠缺正統性而無法曲弦師，但在某些方面凌駕曲弦師，能以一己之力架起需要二三十人才能完成的絲線結界。将曲弦线技术教给零崎人识，在戏言本篇开始前死亡。
檻神能亞（おりがみ のあ）
私立澄百合学園的理事長。被紫木一姬肢解。
形梨樂芙蜜（かたなし らぶみ）
「我」經常光顧的醫院中的護理師，被人以護士小姐稱呼時會生氣。樂芙蜜與「LOVE ME」同音。稱呼「我」為「伊伊」，自稱為了緩和醫院的氣氛才一直展現出活力過剩的模樣。

### 「絕妙邏輯」
斜道卿壹郎（しゃどう きょういちろう）
玖渚機關底下的研究設施所長。個性目中無人，自尊心非常高。被稱為「墮落三昧(Mad Demon)」。七年前自己耗費三十年時間的研究，被玖渚友評為「認真做的話也得花上三小時」，因而相當敵視玖渚友。在《絕妙邏輯》中把兔吊木垓輔當作實驗材料，進行製作人工天才的研究，在「兔吊木垓輔」被殺後意圖將玖渚友作為其上位替代，以失敗告終。
宇瀬美幸（うぜ みさち）
斜道卿壹郎的秘書。沒什麼發表意見的權利。身材嬌小，留著學生頭。
大垣志人（おおがき しと）
斜道卿壹郎的助手。據說與秘書有曖昧關係。似乎擔任「人造天才」的實驗體，並因此導致視力不佳。
神足雛善（こうたり ひなよし）
斜道卿壹郎的助手。身形高挑細長，披著一頭長髮，看不出其相貌。直話直說。被兔吊木垓輔殺死並當作自己的替身。
根尾古新（ねお ふるあら）
斜道卿壹郎的助手。樂天派的胖子，實際上是間諜，本人自稱「悖德者」。
三好心視（みよし こころみ）
生物學家，擅長於人體方面，專長和嗜好都是解剖。「我」在ER3的老師之一。外表像個小孩子，事實上骨子裡卻是相當的心機。在「我」的「最不想相遇的人」的名單中名列前茅。頻頻逼退參與ER3計畫的學生，被學生們稱為「青苗劊子手」。第一人稱使用的是「咱家」。稱呼「我」為「小徒弟」或「戲言小子」。
春日井春日（かすがい かすが）
生物學家，擅長於動物方面。三隻黑犬的主人。相當的我行我素。什麼都不選擇、什麼都不決定，毫無信念。事件結束後擅自住進「我」的房間，之後前往鴉濡羽島居住。曾經是七愚人的候選人之一。
兎吊木垓輔（うつりぎ がいすけ）
《審判罪人》・「害惡細菌（Green Green Green）」。白髮青年，在集團當中第二年長，目前34歲，稱呼「集團」為「叢集」。專長「破壞」，將自己擁有的一切能力全部投注在破壞上，堪稱專業以上的超級破壞專家，一切只為破壞，連戲言都可以破壞殆盡。討厭電梯，只要看到就會把電梯解體。不喜歡雜亂無章，在研究所的私人房間裡除了一把椅子之外什麼都沒有。
過去曾以「與敵方接觸」的心態，用盡各種手段試圖與玖渚友接觸，但因玖渚機關的防護而作罷。本人聲稱玖渚友為籌組「集團」而主動來找他時，自己甚至喜極而泣。承認自己愛上了玖渚友。被斜道卿壹郎以「玖渚友的出生」作為把柄，監禁在研究所中擔任「天才」的實驗樣本。利用玖渚友給予的「鑰匙」，殺害神足雛善並當作自己的替身，並在哀川潤的幫助下成功脫離斜道卿壹郎研究所。
石丸小唄（いしまる こうた，聲：淺野真澄）
超級小偷，特徵是長長的麻花辮。服裝均是丹寧布，口頭禪是「十全」。討厭根尾古新，所以委託哀川潤代為潛入斜道卿壹郎研究所。
綾南豹（あやみなみ ひょう）
《旋轉鈴木》・「凶獸（Chita）」，稱呼「集團」為「團體(Mate)」。與玖渚同齡的少年，迷戀玖渚友，專長「搜索」，全銀河系最強的搜尋者，他的「搜尋」是完全超脫常軌的能力，玖渚友聲稱即使自己花費一千年也比不上他一天找到的東西。
入侵聯合國G8的數據庫，企圖竊取聯合國的最高機密檔案，因為被玖渚友召集幾個同伴防衛住而被捕，目前正在服158年的徒刑。
玖渚直（くなぎさ なお）
友的哥哥。有戀妹情結。於故事後期繼承玖渚機關成為家主。
霞丘道兒（かすみおか どうじ）
直的舊友，下落不明。第一個看出「我」為「戲言玩家」，並以此稱呼「我」的人，按照玖渚友的話來說，是「將『戲言玩家』這個標籤給予天生的戲言玩家」。「藍色學者」與「死線之藍」也是他取的稱呼。

### 「食人魔法」
木賀峰 約（きがみね やく）
國立高都大學人類生物科副教授。西東天過去的徒弟，正在進行「不死的研究」。得知西東天派出夢來殺死自己後，自願被出夢殺害。
圓朽葉（まどか くちは）
不死的實驗體。外表像高中生，但實際年齡已超過八百歲。得知西東天派出夢來殺死自己後，自願被出夢殺害。
匂宮理澄（におうのみや りずむ）
「漢尼拔」，匂宮兄妹的「妹妹」，名偵探，16歲（肉體年齡22歲）。
負責「調查」，出夢的弱點全部由她接收，被紫木一姬斬首死亡。
匂宮出夢（におうのみや いずむ）
「食人魔」，匂宮兄妹的「哥哥」，殺手，18歲（肉體年齡22歲），雖說是「哥哥」但事實上是女的。
負責「殺戮」，匂宮雜技團團員編號NO.18，匂宮雜技團第十三期實驗的功罪之子。匂宮雜技團的王牌，成功打開雙手的「鎖」，絕招是用單手使出的破壞技「一口吞食（Eating one）」，另外還有雙手同時使出一口吞食的最終技•「暴飲暴食」，因為太過具有威力平時用拘束衣綁起。殺戮時間一天只有一小時（自己訂下的規則）。
能夠在不碰到任何一根線的情況下，穿過市井遊馬設下的絲線結界。
只具備「強悍」，所有的「弱點」都交給妹妹理澄負責，因此在理澄死後一直呈現情緒很不穩定的狀態。
聲稱與理澄是雙重人格的兄妹，但其實是假扮雙重人格的雙胞胎。
與國中時期的人識友好，兩人曾是朋友、戀人、家人關係，在殺死「玖渚直」的委託中，被委託人西東天洗腦，後殺光人識的全班同學，最終以敵對關係作為與人識的羈絆。
在與哀川潤決鬥後，決定脫離故事就此隱居，但被「我」重新拉上舞台，並因此被想影真心破解必殺技後殺死。
闇口崩子（やみぐち ほうこ）
「我」的鄰居。從北海道的大厄島逃家的13歲美少女。與同父異母的哥哥萌太住在古董公寓三樓。
討厭家族事業而與萌太一同離家出走。身高138cm、體重32kg（「我」的預測），美少女。生日為4月16日，血型是O型Rh陰性。素食主義者，興趣是殺害低等動物（鴨子與鴿子也同）。與「我」定下主從契約，因為認為是自己害死萌太而造成心理上的傷害，從此無法發揮身為闇口的力量。深得周遭的人的喜歡，在哀川潤強行把她「綁架」到大厄島時，許多人集體委託想影真心將她帶回。
石凪萌太（いしなぎ もえた）
「我」的鄰居。北海道的大厄島，逃家的15歲美少年。與同父異母的妹妹崩子住在古董公寓三樓。
討厭家族事業，因六和我樹丸回到大厄島而與崩子一同離家出走。美少年。為了令闇口濡衣放棄殺害崩子而被電車輾過死亡。因為「第一次見到比自己還要崩壞的人」而十分尊敬「我」。對妹妹（崩子）保護過度，完全禁止她打扮，即便骨董公寓所有人都對這點持反對意見也絕對不妥協。
一直很介意當初自己帶著崩子逃出大厄島，委託哀川潤在自己死後帶崩子回大厄島面對家人(委託費用是自己的初吻)。持有的死神鐮刀在逃出大厄島時放著沒帶走，一度由石凪砥石使用，最後被交給了崩子。
七七見奈波（ななななみ ななみ）
美衣子小姐的友人。住在古董公寓一樓。職業為魔女。曾借「我」一本《死亡快艇》小說，但隨後便被哀川潤撕成兩半。在本傳從未正式出場，直到外傳《零崎人識的人間關係 與戲言玩家的關係》才正式登場。大學輟學，腐女，現職漫畫家。
隼荒唐丸（はやぶさ こうとうまる）
「我」住處的房東。喜歡舉重的肌肉老爺爺。住在骨董公寓三樓。
西東天（さいとう たかし）
《人類最惡》。「沙漠之狐」，身材纖細高挑，身高超過190公分，經常戴著狐狸面具。哀川潤的親生父親，原本因為因果絕緣的關係無法與女兒相逢，後來藉由「我」再次建立緣分。
相信世界有明確故事的存在，世界上的人即為其中的登場人物，雖能有某種程度的自由，但無論如何都無法擺脫故事的大綱與安排，遵從也好、反抗也罷，無論做什麼選擇，最後都會「收斂」到單一的結局，而他的目標就是想看見世界、故事、物語的終結。主張「替代可能(jail alternative)」，認為所有事物都有其替代品，口頭禪是「那種事情其實都一樣」。
和別人交談時習慣重複對方的話。曾與「集團」時代的玖渚友對立過，能用16 Byte的程式令世界陷入黑暗。
雖然總會讓人覺得他在進行什麼縝密的計畫，但其實其一切行動幾乎都是心血來潮而為之，本人親口承認自己「其實什麼都沒在想」。接受與「我」的賭局之後，「我」告知其本名。後與「我」的賭局後輸掉，但是還活著 ，「我」決定與其纏鬥終生 （沒上膛的槍 ，扣板機是打不死人的）

### 「完全過激」
想影真心（おもかげ まごころ）
《人類最終》、《苦橙之種》「橙色種子」，無戰無敗，是為最終。「我」在ER3系統五年中的好友。超越「赤色制裁」的人類最終存在。長期接受各種人體實驗，原本被認為死於烈火中，但在《完全過激》中再次現身於「我」面前。自稱「俺樣」，性別女。知道「我」本名的三人之一。橘髮橘眼，頭髮一般綁成兩股大麻花辮，曾說過頭髮是自己最中意的部位。
能夠將別人能做到的事全部做得更好。在各方面的意義上都是哀川潤的後繼機型，被西東天稱為「孫女」。與玖渚友、哀川潤同樣，為自己設下了諸多枷鎖，雖然時宮時刻企圖使用操想術解除「鎖」，但解放後的真心仍然選擇解除這個操想術，重新把「鎖」給鎖上。
架城明樂（かじょう あきら）
十三階梯的第1階，「第二」「邪惡」。十年前就被哀川潤殺死，西東天聲稱他「還活在自己心中」，而將他列為第1階。「我」向西東天提出賭局後，西東天便告知十三階梯「在我心中的明樂死了」，並解散十三階梯。
一里塚木之實（いちりづか このみ）
十三階梯的第2階，「空間製作者」。擅長將周圍環境製作成有利於己方的「地利」，本人聲稱只是種單純的「技術」，並沒有什麼大不了的。曾是澄百合學園作戰部學生，但在高二時休學。「迷戀」西東天。
繪本園樹（えもと そのき）
十三階梯的第3階，「大夫」。擁有奇特的穿著品味，個性懦弱，容易陷入所有人都討厭自己的悲觀思考並因此哭泣。相當喜歡治療他人。最初聲稱希望世界快點終結，但真心話是「根本不希望世界結束」。喜歡Mr.Donut，在「我」的說服下，以100個Mr.Donut為代價背叛西東天。似乎相當富有，以「因為是最便宜的一輛」為理由，將自己的白色賓士送給「我」。
宴九段/滋賀井統乃（うたげ くだん/しがい とうの）
十三階梯的第4階「架空兵器」，也是「集團」的成員，《復甦惡名》・「屍（rigger Happy End）」。擅长背叛，但是从未从心底背叛过玖渚友。
古槍頭巾（ふるやり ずきん）
十三階梯的第5階，「刀匠」。第十一代古槍頭巾曾幫零崎雙識製作「自殺志願」，最後因病自然死亡。第十二代古槍頭巾為第十一代的孫女，加入十三階梯是為了拿回祖父的遺物「無銘（むめい）」。被澪標姊妹視為背叛者而被殺。
時宮 時刻（ときのみや じこく）
十三階梯的第6階，「操想術師」。其名《時宮時刻》也是代代被逐出《時宮》之人被給予的稱號。负责对想影真心洗脑。十三階梯中唯一真心希望看到「世界的終結」的人，認為想影真心本身的存在便是「世界的終結」。被「我」無力化，從此無法再使用操想術。
右下 露蕾蘿（みぎした るれろ）
十三階梯的第7階，「人偶師」。负责操纵想影真心的身体。
闇口 濡衣（やみぐち ぬれぎぬ）
十三階梯的第8階，外號「隱形濡衣」、「隱身濡衣」，男性，除了其主人外沒有人見過他，亦即曾見過的都遭滅口。典型的闇口。遵從主人的命令而暫時加入十三階梯，目的是對付闇口崩子與石凪萌太。在西東天的命令下，殺死姬菜真姬。殺害萌太後打了通電話給「我」，並表示「我」是除了自己的主人外，第二個聽到自己聲音的人，接著表明因為當初的目的已經達成，因此自己會退出十三階梯。對他而言，世界的終結是「主人之死」。
澪標深空（みおつくし みそら）
匂宮的分家，十三階梯的第九階。是高海的雙胞胎姊姊。「狂信」西東天。
認為第十二代古槍頭巾與我訂下的約定是對西東天的背叛，因而將她殺死，在進一步想殺死「我」時被零崎人識阻止。
澪標高海（みおつくし たかみ）
匂宮的分家，十三階梯的第十階。是深空的雙胞胎妹妹。「狂信」西東天。
認為第十二代古槍頭巾與我訂下的約定是對西東天的背叛，因而將她殺死，在進一步想殺死「我」時被零崎人識阻止。
雜音
十三階梯的第11階，「不和諧音」。雜音只是代號，本身並沒有名字，因戲言對沒有名字的人無效，而被西東天選来對付戲言玩家。再出場時被哀川潤開車撞飛。
奇野賴知（きの らいち）
十三階梯的第12階，「病毒使者」。有点废柴的病毒使，能力是使人生病，诅咒之名中第三位奇野师团的一员。对西东天抱有兴趣。负责控制想影真心的体力，后被想影真心杀死。對「世界的終結」沒有興趣。
本名朝日（ほんな あさひ）
「我」成为承包人之后的委托者，本名朝日是假名。

### 人間系列主要人物
零崎人識（ぜろざき ひとしき）
「人間失格」，由零崎一賊成員之間生下的後代，附帶血統證明書的殺人鬼，零崎中的零崎。一賊中最不為人知、最危險的存在。年齡推估為十九歲。「我」以「人間失格」稱呼，與「我」相對的存在。表世界就學時使用的名字為「汀目俊希（みぎわめ としき）」。
右頰上有刺青，右耳有三個耳洞，左耳則戴著手機吊飾，頭髮染成白色的。身高約150cm，在男性中相當嬌小，但比例屬於手長腳長的類型。喜歡身高高挑的女性。喜歡流浪。口頭禪是「真是傑作」以及「將你殺死、支解、擺放、排列、示眾」。
在雀之竹取山遭遇出夢後，經常與他廝殺，並因此快速變強。在出夢殺光自己同學後以敵對關係作為彼此的羈絆。不理解他人，同時也不被人理解，只有零崎雙識能做到在不理解的狀態下愛著自己不理解的人識，因此人識除了零崎雙識之外，不把其他零崎視為家人。在與石凪砥石的戰鬥中，為了保護伊織而終於領悟到零崎的家族愛。
零崎一賊不是靠血緣，而是以流血聯繫的團體，而人識雖是零崎一賊成員間產下的後代，但其實並不是零崎。不具備殺之名的特性卻又過度使用自己的身體，因而被繪本圓樹診斷出身體已經到達極限，壽命已所剩不多。也正因為他並非零崎，所以被哀川潤禁止殺人行為之後，並沒有累積殺人衝動（相反的，與人識共同行動的零崎舞織，在大厄遊戲中便因累積的殺人衝動爆發而進入爆走狀態）。
大厄遊戲結束後與六何我樹丸借船打算獨自離開，被評為「自知死期將至而前往墓園的大象」，最後與石凪砥石一同離開。京都連續攔路殺人案八年後 ，再次出現在鈴無音音打工的比叡山的紀念品店，挑選要送見面友人(猜測是伊織)的鑰匙圈。
無桐伊織（むとう いおり）／零崎舞織（ぜろざき まいおり）
原為普通的女高中生，殺人鬼的「性質」覺醒時被雙識發現，使其成為一賊的成員。後繼承雙識的「自殺志願」。少數沒有捨棄本名的零崎。雙手分別被早蕨刃渡與薙真斬斷，後來裝上人識與罪口積雪「交易」得來的義肢。和人識一同遭遇哀川潤，以「不再殺人」為交換條件而被哀川潤放過，目前正在跟人識比賽看誰先忍不住殺人。在大厄遊戲中累積的殺人衝動爆發進入暴走狀態，在即將殺死闇口憑依時，因想起跟人識的「競賽」而及時收手。
零崎雙識（ぜろざき そうしき）
「自殺志願(Mind Render)」、「第二十人地獄」，零崎一賊中的長男跟特攻隊長。性格變態，但卻十分珍惜家人，在零崎外已紳士著稱。零崎一賊三天王之一。零崎一賊中唯一沒有零崎以外名字的零崎。武器是由第十一代古槍頭巾製作，名為「自殺志願」的巨大剪刀，但使用該武器時反而會使實力下降。軋識、曲識以「阿願（レン）」稱呼，人識稱其為「大哥」。被早蕨一家算计，最终被早蕨刃渡重伤，之后死亡。
零崎軋識（ぜろざき きししき）
「愚神禮贊（Seamless Bias）」，零崎中最毫不留情、殺人最多的存在。零崎一賊三天王之一。武器是名為「愚神禮贊」的狼牙棒，對於自己武器「一擊必殺」的力量相當有自信。在雀之竹取山決戰時是27歲，零崎毀滅時推估約莫32歲上下。在萩原子荻的計策下，在不利的場地與千賀明子戰鬥，最後又因子荻的計策而敗北。
雙識、曲識以「阿贊（アス）」稱呼 ，人識稱其為「老大」。另一個身分是「集團」的「式岸軋騎」，別名《蠢動沒落》・「街（Bad Kind）」。在集團當中是唯一在網路世界之外也具有戰力的人，稱呼玖渚友為「暴君」。非常有錢，被哀川潤「搶劫」的兩億多元只是他財產的一小部分。
在身為零崎軋識時通常身穿背心、寬鬆的褲子、草帽與涼鞋，講話語尾會加上「恰(だっちゃ)」。做為式岸軋騎時則會身穿一身嚴謹的西裝，講話的口吻也會不一樣，不會有口癖。真的要說哪一個才像他自己的話，只能說草帽有雕塑角色的作用。
對玖渚友抱有愛慕之情，不到「我愛妳」的積極程度，也不像「我喜歡妳」那麼消極，以軋識的語感來說的話，就是即使為她去死也可以，而且無法為了自己而殺死她。在遭遇想影真心之时，被零崎曲识控制逃跑，體內的零崎被殺死，變回單純的式岸軋騎，最终陪伴于玖渚友左右。
零崎曲識（ぜろざき まがしき）
「少女趣味（Bolt Keep）」、「逃跑的曲識」，零崎中的素食主義者，十年前與哀川 潤相遇後愛上她並決定以後只殺少女。零崎一賊三天王之一。以聲音作為武器，包含樂器、唱歌、語言都能利用，能力比較接近咒之名。
在与右下露蕾蘿操纵的想影真心对决之中，脱口说出“真是戏言”，导致想影真心暴走，被重伤。弥留之际遇到哀川润，用能力控制自己 ，在死前再唱一次歌給哀川潤聽 ，完成他生平的願望 ，含笑而終。與罪口積雪是好友，委託其製作沙鈴作為武器。最口積雪將該武（樂）器命名為「少女趣味」。雙識、軋識以「阿趣（トキ）」稱呼。

### 「人間試驗」
早蕨刃渡（さわらび はわたり）
匂宮的分家，早蕨三兄妹長男，別稱「染血混濁」，與薙真是雙胞胎。使用太刀，負責近距離攻擊。被零崎雙識、人識以及舞織合力殺死。
曾被西東天邀請加入十三階梯，但因為不想丟下薙真與弓矢而拒絕。
早蕨薙真（さわらび なぐま）
匂宮的分家，早蕨三兄妹次男。使用薙刀，負責中距離攻擊。被零崎人识杀死。
早蕨弓矢（さわらび ゆみや）
匂宮的分家，早蕨三兄妹長女。使用弓箭，負責遠距離攻擊。在故事開始前已死亡。被認為遭零崎人識殺害，但人識指出時宮使用「操想術」動手腳的可能性。
時宮時計（ときのみや とけい）
提供早蕨刃渡、早蕨薙真『操縱人偶』。以「操想術」令零崎雙識陷入被「死色真紅（哀川潤）」攻擊的幻覺，但最終因雙識比她更了解哀川潤而露出破綻，操想術被破解後遭雙識殺害。
柘植慈恩（つげ じおん）
無桐伊織的同學。對伊織抱有好感。被零崎人識（漫畫版則是雙識）殺死。

### 「人間敲打」
赤神奧黛特（あかがみ オデット）
伊莉亞的雙胞胎妹妹，被伊莉亞殺死。
闇口憑依（やみぐち ひょうい）
闇口濡衣的姐姐，崩子的母親，六何我樹丸的妻子（但主人並不是我樹丸）。外號「空蟬憑依」，使用名為「空蟬」的技巧，號稱不會被任何攻擊打中，武器是鐵扇。哀川潤曾試圖破解她的空蟬，但沒有成功。「空蟬」並不是超能力之類的特殊能力或戰鬥技巧，而是類似一里塚木之實的「空間製作」的技術。在大厄遊戲中險些被殺人衝動爆發的零崎舞織殺死。口頭禪是「真是年輕」。

### 「人間人間」
總角芭瑞絲（あげまき ぱれす）
匂宮的分家，總角三姊妹長女，武器為雙枴，敗給零崎曲識後，遭零崎人識與匂宮出夢以「情報隱蔽」的理由滅口。
總角蘿舞敦（あげまき ろうど）
匂宮的分家，總角三姊妹次女，武器為雙節棍，敗給零崎曲識後，遭零崎人識與匂宮出夢以「情報隱蔽」的理由滅口。
總角沙耶菈（あげまき さえら）
匂宮的分家，總角三姊妹么女，武器為三節棍，是三姊妹中唯一滿足零崎曲識的「殺害條件」的人，因而被其殺害。
罪口積雪（つみぐち つみゆき）
罪口商會第四地區統領，曲識經營的鋼琴酒吧的常客，伊織義手的製造者。本來約定好要替零崎曲識製作專用武（樂）器•「少女趣味」，但因曲識被真心殺死而沒能實現。

### 「人間關係」
六何我樹丸（りっか がじゅまる）
萌太與崩子的父親，兩人的名字都是他取的，人稱「結晶皇帝（クリスタルカイザー）」，生涯無敗，連猜拳也沒輸過。出生於玖渚機關旗下的「陸枷」，但是被放逐。
即使不是殺之名出身卻仍能作為戰士存活至今，並遠超殺之名的平均壽命（雖然看起來只有五十幾歲，但實際上已經七十八歲），具有與直木飛猿魔相同的「安靜的強大」。興趣是生孩子，夢想是與「殺之名」和「咒之名」的成員生下孩子。
石凪砥石（いしなぎ といし）
石凪與死吹的混血兒，六何我樹丸認為其具有成為零崎的潛質，於是人識半開玩笑地在和樹丸的對話中提出了零崎問識這個名字。隨時隨地都釋放出強烈的殺氣。在大厄遊戲後與零崎人識一同離開大厄島。
時宮時雨（ときのみや しぐれ）
背叛同盟的一員。被零崎人识杀死
罪口摘菜（つみぐち つみな）
罪口積雪的妹妹，穿著清涼留著粉紅色短髮的少女，擁有不會被任何武器所傷的詛咒體質。背叛同盟的一員。被人識以不是武器的「線」所殺。
奇野 既知（きの きち）
賴知的哥哥，背叛同盟的一員。為了與人識對戰而將自身痛覺切斷，但卻因此無法發現自身受傷而被人識所殺。
拭森貫道（ぬくもり ぬけみち）
背叛同盟的一員。擅長消去對象的「目的」讓對手忘記活下去的目的而死。被人識以「殺人鬼殺人不需目的」這點破解能力後所殺。
死吹屍滅（しぶき しめつ）
背叛同盟的一員，能力為身體支配。被零崎人识发现其支配是镜像支配，然后自伤右胸，导致屍滅左胸心脏被贯通而死亡。
咎凪尖離（とがなぎ とがり）
背叛同盟的一員。

### 僅被提及的人物
井伊遙奈（いい はるかな）
「我」的妹妹。少數用本名稱呼「我」的三人之一。年幼時被玖渚機關擄走，據說是被作為玖渚友的犧牲品，但詳情不明。死于飛機對撞的意外事故。
嵯峨埜鵜鷺（さがの うさぎ）
紫木一姬的朋友,喜欢名古屋特产。
修萊特助理教授
七愚人的頂點，這世界上最聰明的人。20世紀最偉大，同時也很可能是21世紀最偉大的天才。十歲前就精通所有學問，被賦予與總統相同等級的豁免權，舉全國之力保護其頭腦。
零崎常識
“寸鐵殺人”，在十年前給曲識高爆手雷，曲識使用高爆手雷與哀川潤合力打敗了璞尼子。
軋識以“阿人（リル）”稱呼。

## 動畫
官方於2016年5月6日宣佈作品動畫化，其後確認是由SHAFT製作之OVA。首輪企劃是將第一本《斬首循環 - 藍色學者與戲言玩家》分成8卷推出，而第1卷定於2016年10月26日發售。

### 製作人員
- 原作：西尾維新
- 角色原案：竹（日语：竹 (イラストレーター)）
- 總監督：新房昭之
- 監督：八瀨祐樹
- 系列構成：東富耶子、新房昭之
- 劇本：木澤行人
- 角色設計、總作畫監督：渡邊明夫
- 總作畫監督：鈴木博文、岩本里奈
- 形象設計：okama
- 美術設定：大原盛仁
- 美術監督：内藤健
- 色彩設計：日比野仁、渡邊康子
- 攝影監督：江上憐
- 剪接：松原理惠
- 音響監督：鶴岡陽太
- 音樂：梶浦由記
- 動畫製作：SHAFT
- 製作：Aniplex、講談社、SHAFT

### 主題曲
片頭曲「群青世界」
作詞：meg rock；主唱：三月的Phantasia
片尾曲
作詞、作曲、編曲：梶浦由記；主唱：Kalafina

### 各話列表
| 話數  | 日文標題   | 中文標題                      | 劇本     | 分鏡              | 演出                       | 作畫監督                                                                                          | 解說角色                     |
| ----- | ---------- | ----------------------------- | -------- | ----------------- | -------------------------- | ------------------------------------------------------------------------------------------------- | ---------------------------- |
| 第1話 |            | 第三天(1) 學者的群青          | 木澤行人 | 八瀨祐樹          | 八瀨祐樹                   | 鈴木博文、岩本里奈                                                                                | 哀川潤 長瀞とろみ            |
| 第2話 |            | 第三天(2) 集合與計算          | 木澤行人 | -                 | 鈴木拓磨 八瀨祐樹          | 伊藤良明、高野晃久 岩本里奈、鈴木博文 清水惠子、越後光祟 水上 、宮嶋仁志                          | 哀川潤 因原ガゼル            |
| 第3話 |            | 第四天(1) 斬首之一            | 木澤行人 | 大谷肇 八瀨祐樹   | 大谷肇                     | 鈴木博文、伊藤良明 清水惠子、鳥山冬美 宮嶋仁志、築山翔太 岩田秀信、沼田誠也                       | 哀川潤 軸本みより            |
| 第4話 | 0.14の悲劇 | 第四天(2) 0.14的悲劇          | 木澤行人 | 潮月一也 八瀬祐樹 | 平向智子                   | 鈴木博文、清水恵子 岩田秀信、鳥山冬美 伊藤良明、宮嶋仁志 築山翔太                                 | 哀川潤 石丸小唄              |
| 第5話 |            | 第五天(1) 斬首之二            | 木澤行人 | 大谷肇 八瀬祐樹   | 鈴木拓磨                   | 伊藤良明、高野晃久 清水惠子、宮嶋仁志 築山翔太、鳥山冬美 山崎克之、岩本里奈                       | 哀川潤 佐佐沙咲              |
| 第6話 |            | 第五天(2) 撒謊                | 木澤行人 | 大谷肇 八瀨祐樹   | 矢野孝典 平向智子          | 岩本里奈、高野晃久 清水恵子、鳥山冬美 櫻井拓郎                                                    | 哀川潤 長瀞とろみ 因原ガゼル |
| 第7話 |            | 第五天(3) 鴉之濡羽            | 木澤行人 | 八瀨祐樹          | 八瀨祐樹                   | 鈴木博文、岩本里奈 高野晃久、清水惠子 石原惠治、鳥山冬美 櫻井拓郎                                 | 哀川潤 佐代野彌生            |
| 第8話 |            | 一星期後 分歧 後日談 純綷童話 | 木澤行人 | 笹木信作          | 八瀨祐樹 淺見隆司 平向智子 | 山村洋貴、伊藤良明 岩本里奈、高野晃久 清水惠子、宮嶋仁志 秋葉徹、柏淳志 中熊太一、門智昭 鈴木博文 | 哀川潤 我                    |

### BD&DVD
| 卷數 | 發售日期       | 規格編號   | 規格編號   | 封面角色                 |
| 卷數 | 發售日期       | BD限定版   | DVD限定版  | 封面角色                 |
| ---- | -------------- | ---------- | ---------- | ------------------------ |
| 1    | 2016年10月26日 | ANZX-13601 | ANZB-13601 | 玖渚友、我               |
| 2    | 2016年11月30日 | ANZX-13602 | ANZB-13602 | 伊吹加奈美、逆木深夜     |
| 3    | 2017年1月25日  | ANZX-13603 | ANZB-13603 | 姫菜真姫                 |
| 4    | 2017年2月22日  | ANZX-13604 | ANZB-13604 | 園山赤音                 |
| 5    | 2017年3月29日  | ANZX-13605 | ANZB-13605 | 千賀彩、千賀光、千賀明子 |
| 6    | 2017年5月31日  | ANZX-13606 | ANZB-13606 | 佐代野彌生               |
| 7    | 2017年8月30日  | ANZX-13607 | ANZB-13607 | 赤神伊莉亞、班田玲       |
| 8    | 2017年9月27日  | ANZX-13608 | ANZB-13608 | 哀川潤                   |

## 外部連結
- 戲言系列 OVA官網 （页面存档备份，存于）（日語）